# Susana Roza
Susana Roza Vigil (Oviedo, Asturias, 28 de septiembre de 1965) es una periodista y presentadora de televisión española.

## Biografía
Licenciada en Ciencias de la Información por la Facultad de Ciencias de la Información (Universidad Complutense de Madrid) y máster en Coaching Ejecutivo por La Salle International Graduate School, comenzó su carrera profesional en octubre de 1989 trabajando en el Centro Territorial de TVE en Oviedo, Asturias, donde entró por oposición y trabajó durante cinco años como redactora y presentadora del informativo regional diario.
Entre septiembre de 1994 y enero de 1997 trabajó en Fort Lauderdale, Miami, para CBS Telenoticias, un canal de información 24 horas hecho en español desde Estados Unidos para toda América Latina. Allí realizó coberturas especiales sobre la Cumbre de las Américas, la Guerra de Bosnia o las Olimpiadas de Atlanta.
Entre enero de 1997 y abril de 2001 formó parte del nuevo equipo de CNN en Atlanta, con el que la compañía de noticias por cable lanzó un nuevo proyecto para Estados Unidos y Latinoamérica: CNN en Español. Con su trabajo diario para la compañía se ganó el reconocimiento de la audiencia latinoamericana por ser la única española entre el grupo de presentadores de la cadena. En ese período profesional realizó coberturas y programas especiales sobre el viaje del Papa a México, el caso Monica Lewinsky o el traspaso de poderes en el Canal de Panamá. En este período tuvo la oportunidad de entrevistar entre otros, al secretario general de la ONU, Kofi Annan o los expresidentes de Estados Unidos, Jimmy Carter y Gerald Ford. En 1997 junto con el equipo de CNN recibió el Premio Príncipe de Asturias de Cooperación Internacional.
En mayo de 2001 vuelve a TVE como presentadora en el Canal 24 horas, donde permaneció hasta agosto de 2004. 
Desde el 13 de septiembre de 2004 y hasta el 22 de junio de 2012 presentó el Telediario Matinal de TVE, primero junto a Igor Gómez hasta 2006 y después con Ana Roldán de 2006 a 2012; con Salvador Martín Mateos (2004-2008), Marcos López (2008-2010) y Desirée Ndjambo (2010-2012) en los deportes y Marta Jaumandreu (2004-2008), Marta García (2004-2007), Ana Belén Roy (2008-2012) y Albert Martínez (2009-2012) en la previsión meteorológica. Desde 2005 a 2012 durante períodos festivos, vacacionales y ausencias, sustituyó a Ana Blanco en el TD-1. En esta etapa además, presentó los especiales informativos con motivo de la celebración de la Jornada Mundial de la Juventud en 2011 en Madrid y la entrega de los Premios Príncipe de Asturias.
Desde septiembre de 2006 es colaboradora en "Cursos de Portavoces" en Omnicom, en Madrid y presenta actos públicos de empresa en todo tipo de formatos en español, inglés y portugués. Entre octubre de 2011 y mayo de 2012 es profesora de "Presentaciones Eficaces" en el MBA y en el máster de Dirección de Proyectos en La Salle Centro Universitario en Madrid.
En agosto de 2012 deja RTVE después de 11 años. Decide marcharse a Río de Janeiro con su marido, al que le han ofrecido un puesto de trabajo en el que ella también esta inmersa: El lanzamiento de Mediapro Brasil.
En 2016 deja Brasil, retorna a España y crea su propia empresa: Mejor Dicho, que se encarga de mejorar la capacidad comunicativa de los empresarios. Su cometido es impartir clases de comunicación a empresarios de España y Latinoamérica para ser mejores oradores. En España, además, es asociada desde enero de 2016 de la consultora Tardis Medical Consultancy que se encarga de formar en comunicación a multinacionales farmacéuticas de todo el mundo.Desde septiembre de 2016 es facilitadora y coach en Inspire Change Ltd, en Londres.